# Myriochele striolata
Myriochele striolata är en ringmaskart som beskrevs av Blake in Blake, Hilbig och Scott 2000. Myriochele striolata ingår i släktet Myriochele och familjen Oweniidae. Inga underarter finns listade i Catalogue of Life.